# بوهيانما
بوهيانما (بالفنلندية: Pohjanmaa) (بالسويدية: Österbotten)، إقليم فنلندي في غرب البلاد، وهو جزء من مقاطعة بوهيانما التاريخية. تحده أقاليم ستاكونتا و‌بوهيانما الجنوبية، و‌بوهيانما الوسطى. نسبة المتحدثين بالسويدية في الإقليم تصل إلى 52%.